# Кенгур без граница
Кенгур без граница (фр. Kangourou sans frontières, енгл. Mathematical Kangaroo) је независно удружење (асоцијација) чији је циљ организација годишњег такмичења Кенгур са циљем промовисања математике међу младим људима широм света.
2009. године је учествовало 46 земаља. Србија учествује од 2005. године.